# Rogatec
Rogatec (in tedesco Rohitsch) è un comune di 3 207 abitanti della Slovenia orientale. 
| %      | Ripartizione linguistica (gruppi principali) |
| ------ | -------------------------------------------- |
| 11,25% | madrelingua croata                           |
| 86,74% | madrelingua slovena                          |